# Olymp-Nationalpark-Informationszentrum

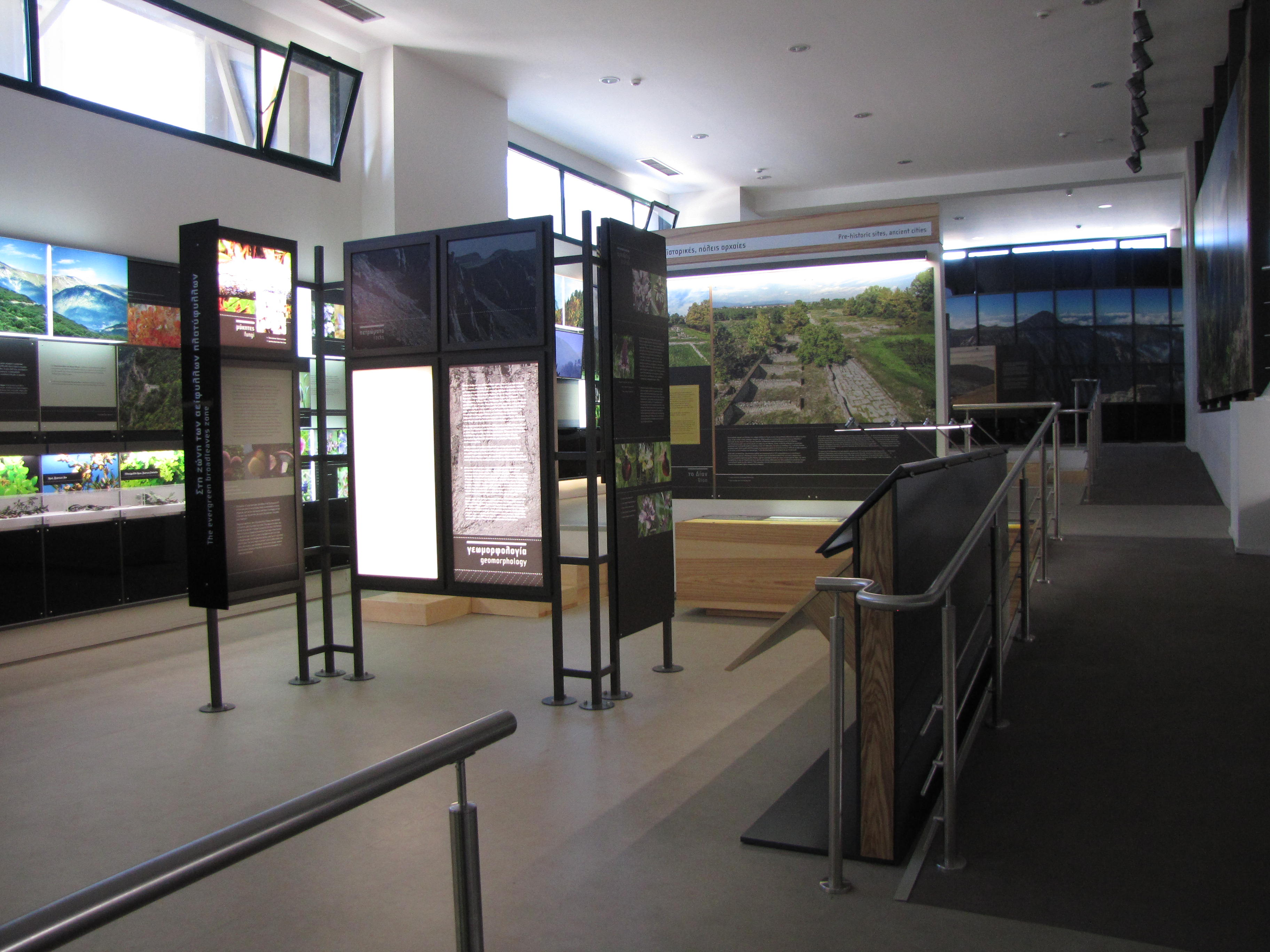
Ausstellung Olymp-Nationalpark-Informationszentrum

Das Olymp-Nationalpark-Informationszentrum (griechisch Κέντρο Πληροφόρησης Εθνικού Δρυμού Ολύμπου Kendro Pliroforisis Ethnikou Drymou Olymbou) informiert über die Themen Geologie, archäologische Stätten, Mythologie, Klöster, Pflanzen, Tiere und anderes.

## Lage
Etwa einen Kilometer oberhalb des Ortes Litochoro befindet sich das Olymp-Nationalpark-Informationszentrum an der Straße in Richtung Gipfel. Es liegt gegenüber der ausgedehnten Sportanlage und ist ausgeschildert.

## Aufgabe
Der Olymp wurde im Jahr 1938 als erster Nationalpark in Griechenland etabliert. Aufgrund seiner Einzigartigkeit wurde das Gebirge 1981 von der UNESCO zum Biosphärenreservat erklärt. Das Gebäude beherbergt die Büros der Nationalpark-Verwaltung, die Ausstellung, eine Bibliothek, verschiedene Tagungsräume und ein geräumiges Atrium für Veranstaltungen oder themenbezogene Ausstellungen. Weiterhin existieren Räumlichkeiten für ein Café und einen Souvenirshop. Die Ausstellung stellt die Verbindung zwischen der Nationalpark-Verwaltung und der Öffentlichkeit her. Dem Besucher wird ein Gesamtbild des Gebirges vermittelt.

## Ausstellung

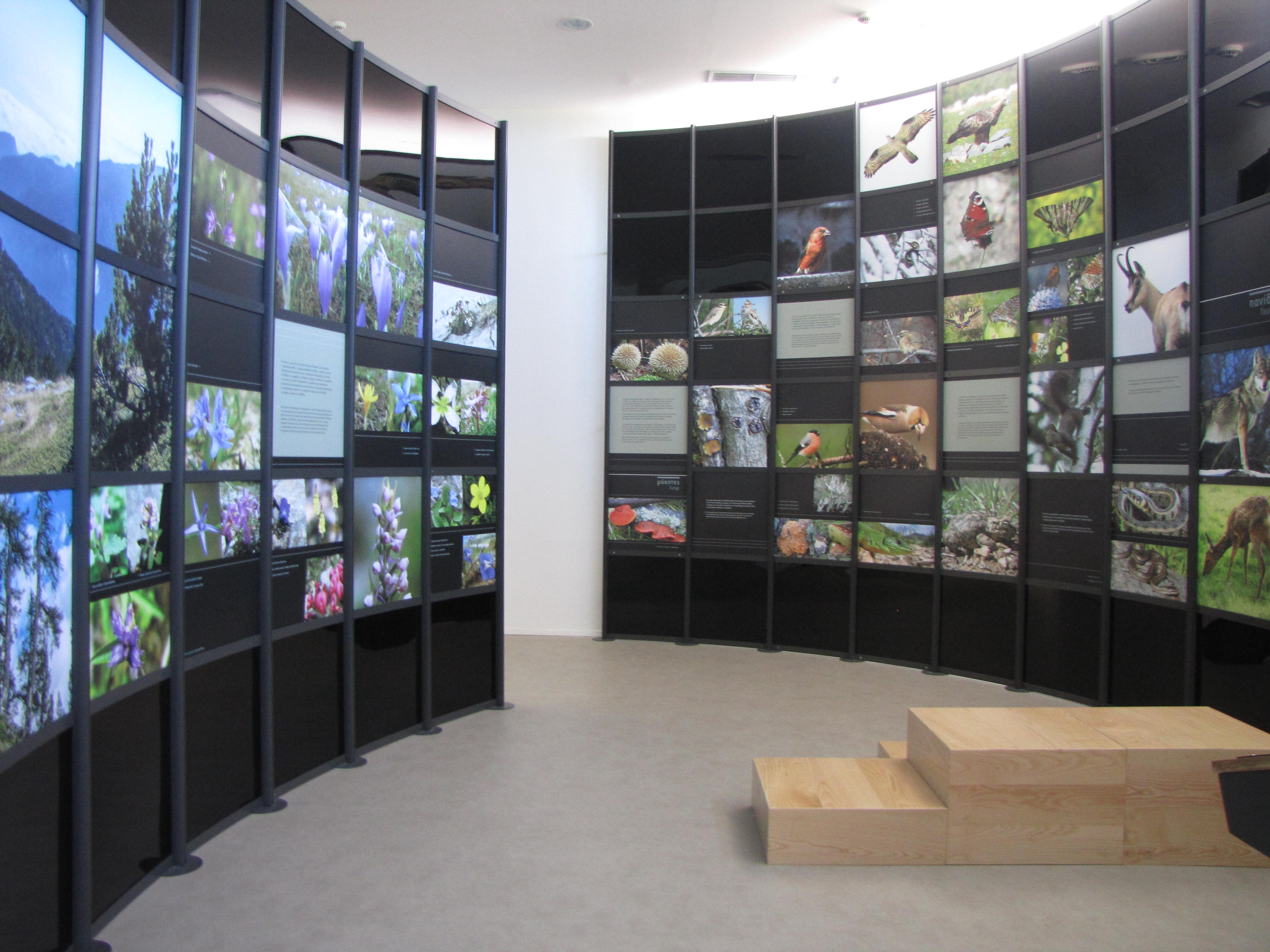
Ausstellung Olymp-Nationalpark-Informationszentrum

Das Design der Ausstellung wurde vom Goulandris-Museum für Naturgeschichte entworfen. Die Ausstellung ist in sieben Bereiche gegliedert, in denen die Besonderheiten der sieben verschiedenen Zonen des Gebirges dargestellt werden. Über mehrere Halbetagen verteilt befinden sich großformatige Schautafeln, die in griechischer und englischer Sprache über relevante Themen informieren. Mit jedem Anstieg in der Ausstellung wird jeweils die nächste Höhenlage des Gebirges dargestellt und die dort vorherrschende Pflanzen- und Tierwelt gezeigt. Sehenswürdigkeiten jenseits der Natur werden auf gesonderten Schautafeln behandelt. So wird über archäologische Stätten wie Dion oder Leibethra informiert. Der Wanderer wird auf interessante Ort nahe der Wanderwege hingewiesen, so auf das Kloster des Heiligen Dionysios oder die Höhle des Malers Ithakisios.
Die Bereiche im Einzelnen:
- Eingangsbereich der Ausstellung mit kleinem Kino
- Der Olymp, von seinen Niederungen bis zu den Gipfeln – ein Überblick
- Der Bereich von 300 m bis 500 m
- Die mittlere Zone des Gebirges von 500 m bis 1400 m
- Die boreale Waldzone von 1400 m bis 2500 m
- Die alpine Zone von 2500 m bis 2918,80 m
- Die Geschichte der Region

## Betreuung und Service
Die Ausstellung selbst bedarf keiner weiteren Erklärung. Trotzdem stehen den Besuchern, nach Absprache oder bei Verfügbarkeit, mehrsprachige Führer zur Seite. Ein zertifizierter „Ecoguide“ ist für Führungen im Gebirge zuständig. Ein detaillierter Wetterbericht hängt in griechischer und englischer Sprache aus.
Die Werke in der Bibliothek behandeln vorwiegend die Themen Olymp, Tiere und Pflanzen. Die meisten sind in griechischer Sprache geschrieben, aber auch Bücher englischer, deutscher und französischer Sprache sind in den Regalen.
Das Amphitheater, ein Raum mit 142 Sitzplätzen, kann für Kongresse, Vorträge, Meetings etc. genutzt werden. Auf Anfrage kann ein Seminarraum zur Verfügung gestellt werden. Anmeldung ist erforderlich.
Das Olymp-Nationalpark-Informationszentrum ist einer der Spielorte des Olympos-Festivals.

## Nachweise
- The Information Centre of Mount Olympus opens its gates – Forest Life – Building cooperation, developing skills and sharing knowledge for Natura 2000 forests in Greece, abgerufen am 19. Dezember 2020
- Digital Journey to the Peak of Mount Olympus | GreekReporter.com, abgerufen am 19. Dezember 2020
- Homepage der Olympus National Park Management Agency, abgerufen am 19. Dezember 2020